# Venskabskamp
En venskabskamp (kaldes også en testkamp, træningskamp eller opvisningskamp) er en kamp mellem to hold eller idrætsudøvere, hvor resultatet ikke tæller i nogen turnering.
Formålet med kampen kan være at gøre holdet eller idrætsudøveren klar til en tællende kamp, men kan også bruges til at markedsføre holdet eller idrætsgrenen på nye markeder, noget, der også kaldes en opvisningskamp. Nogen gange spilles venskabskampe på neutral bane med det formål at tiltrække nye tilhængere – samtidig med, at de får noget kamptræning.